# Франконвиль (Мёрт и Мозель)
Франконви́ль (фр. Franconville) — коммуна во французском департаменте Мёрт и Мозель региона Лотарингия. Относится к  кантону Жербевиллер.	

## География
Франконвиль расположен в 30 км к юго-востоку от Нанси. Соседние коммуны: Ксермамениль на севере, Одонвиль и Жербевиллер на востоке, Ременовиль и Моривиллер на юге, Клайер и Энво на юго-западе, Ландекур на западе.

## История
- Следы галло-романской культуры.

## Демография
Население коммуны на 2010 год составляло 52 человека.
| 1962 | 1968 | 1975 | 1982 | 1990 | 1999 | 2010 |
| ---- | ---- | ---- | ---- | ---- | ---- | ---- |
| 68   | 58   | 47   | 47   | 46   | 43   | 52   |

## Достопримечательности
- Церковь XVI века, неф XIX века.